# Raunchy (gruppo musicale)
I Raunchy è un gruppo musicale heavy metal danese, formatosi nel 1994.

## Formazione

### Formazione attuale
- Mike Semesky - voce (2013-presente)
- Lars Christensen - chitarra (1994-presente)
- Jesper Andreas Tilsted - chitarra, tastiera (1994-presente)
- Jesper Kvist - basso (1994-presente)
- Jeppe Christensen - tastiera, voce (2001-presente)
- Morten Toft Hansen - batteria (1994-presente)

### Ex componenti
- Lars Vognstrup - voce (1994–2004)
- Kasper Thomsen - voce (2004 - 2013)

## Discografia
- 2001 - Velvet Noise
- 2004 - Confusion Bay
- 2006 - Death Pop Romance
- 2008 - Wasteland Discotheque
- 2010 - A Discord Electric
- 2004 - Vices. Virtues. Visions.